# Vasqueziella boliviana
 Vasqueziella boliviana – gatunek roślin z monotypowego rodzaju Vasqueziella z rodziny storczykowatych (Orchidaceae). Występuje w Ameryce Południowej w Andach w Boliwii i Peru. Rośliny te zaobserwowano w środowisku naturalnym tylko pięć razy, zawsze jako epifity na pniach drzew w wilgotnych górskich lasach na wysokościach 1800-2500 m.

## Morfologia
Epifity z bardzo gęsto skupionymi i dość długimi (18 cm) pseudobulwami. Liście o długości do 75 cm i szerokości do 6 cm, lancetowate, rozwijają się w liczbie 3–5 na jednej pseudobulwie. Kwiatostany o długości około 17–35 cm z dużą liczbą kwiatów – do 37. Kwiaty zwisające, dzwonkowate i żółte. Słupek równoległy do warżki, nieoskrzydlony. Pylniki dwa, podłużnie zgrubiałe i spłaszczone.

## Systematyka
Rodzaj sklasyfikowany do podplemienia Stanhopeinae w plemieniu Cymbidieae, podrodzina epidendronowe (Epidendroideae), rodzina storczykowate (Orchidaceae), rząd szparagowce (Asparagales) w obrębie roślin jednoliściennych.